# Chioneosoma arnoldii
Chioneosoma arnoldii är en skalbaggsart som beskrevs av Medvedev 1951. Chioneosoma arnoldii ingår i släktet Chioneosoma och familjen Melolonthidae. Inga underarter finns listade i Catalogue of Life.